# Leandro Gomes
Leandro Melino Gomes, mais conhecido como Leandro Gomes (Casimiro de Abreu, 24 de agosto de 1976), é um ex-futebolista naturalizado azerbaijanês que atuava como atacante.

## Carreira
Atuou em alguns clubes brasileiros até se transferir para o Azerbaijão. Lá debutou no Baku FK. Passou ainda pelo Olimpik Baku e Karvan. No ano de 2010, voltou ao Brasil para atuar no Americano e Sampaio Corrêa.
Sua estréia na equipe nacional do Azerbaijão foi em 6 de setembro de 2006 em Baku, durante uma partida de qualificação para o Euro 2008 contra a Seleção do Cazaquistão, que terminou em um empate em 1–1.

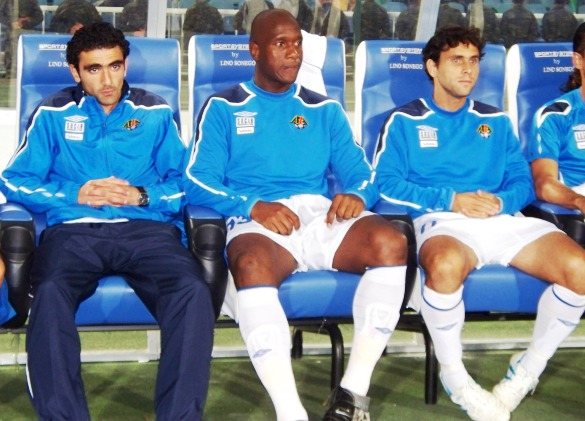
Vagif Javadov, Ernani Pereira e Leandro Gomes, durante o amistoso entre a Seleção Azeri e a Espanhola no dia 9 de junho de 2009 em Baku.

## Títulos
FC Baku
- Campeonato Azeri de Futebol: 2005–06
- Copa do Azerbaijão de Futebol: 2004–05